# برشلونة موسم 1991–92
موسم 1991–92 هو الموسم الثالث والتسعين لنادي برشلونة لكرة القدم.

## الملخص
أفضل ما يتذكره النادي في ذلك الموسم هو فوزه الأول على الإطلاق بكأس أوروبا، بفوزه على سامبدوريا في ملعب ويمبلي بنتيجة 1-0 بعد الوقت الإضافي من خلال هدف من ركلة حرة سجله رونالد كومان.
في الدوري الإسباني، عانى برشلونة من بداية سيئة حيث خسر 3 من أصل 8 مباريات، لكن الأمور بدأت تتحول حيث شهد برشلونة مسيرة رائعة حيث خسر 3 فقط من أصل 30 مباراة تالية. مع حلول اليوم الأخير من البطولة، كان برشلونة متخلفا عن ريال مدريد بفارق نقطة واحدة. خسر ريال مدريد أمام نادي تينيريفي بنتيجة 2–3، لكن برشلونة فاز في مباراته الأخيرة، ليضمن اللقب الثاني على التوالي للنادي الكتالوني.

## اللاعبين

### تشكيلة الفريق الأول
تشكيلة الفريق في نهاية الموسم
ملاحظة: تشير الأعلام إلى المنتخب الوطني على النحو المحدد في قواعد الأهلية للفيفا. قد يحمل اللاعبون أكثر من جنسية واحدة غير تابعة للفيفا.
| الرقم | البلد   | المركز | اللاعب                          |
| ----- | ------- | ------ | ------------------------------- |
| 1     | إسبانيا | حارس   | أندوني زوبيزاريتا (نائب القائد) |
| 13    | إسبانيا | حارس   | كارلوس بوسكيتس                  |
| 4     | هولندا  | مدافع  | رونالد كومان                    |
|       | إسبانيا | مدافع  | ميغيل أنخل نادال                |
| 2     | إسبانيا | مدافع  | ألبرت فيرير                     |
|       | إسبانيا | مدافع  | ناندو دي لا روسا                |
|       | إسبانيا | مدافع  | خوان كارلوس                     |
|       | إسبانيا | مدافع  | خوسيه رامون أليكزانكو           |
|       | إسبانيا | مدافع  | ريكاردو سيرنا                   |
|       | إسبانيا | مدافع  | كريستوبال بارالو                |

| الرقم | البلد    | المركز | اللاعب            |
| ----- | -------- | ------ | ----------------- |
| 20    | إسبانيا  | وسط    | خوسيه ماري باكيرو |
|       | إسبانيا  | وسط    | غييرمو أمور       |
|       | إسبانيا  | وسط    | أوزيبيو ساكريستان |
| 15    | إسبانيا  | وسط    | بيب غوارديولا     |
|       | هولندا   | وسط    | ريتشارد ويتشغه    |
| 9     | الدنمارك | مهاجم  | مايكل لاودروب     |
| 8     | بلغاريا  | مهاجم  | خريستو ستويتشكوف  |
| 11    | إسبانيا  | مهاجم  | تشيكي بيغريستين   |
|       | إسبانيا  | مهاجم  | أندوني غويكوتشيا  |
| 10    | إسبانيا  | مهاجم  | خوليو ساليناس     |